# إدوارد واشبورن هوبكينز
إدوارد واشبورن هوبكينز (بالإنجليزية: Edward Washburn Hopkins)‏ هو لغوي ومؤرخ أمريكي، ولد في 8 سبتمبر 1857، وتوفي في 16 يوليو 1932.